# Kirche Hl. Athanasius (Džepčište)

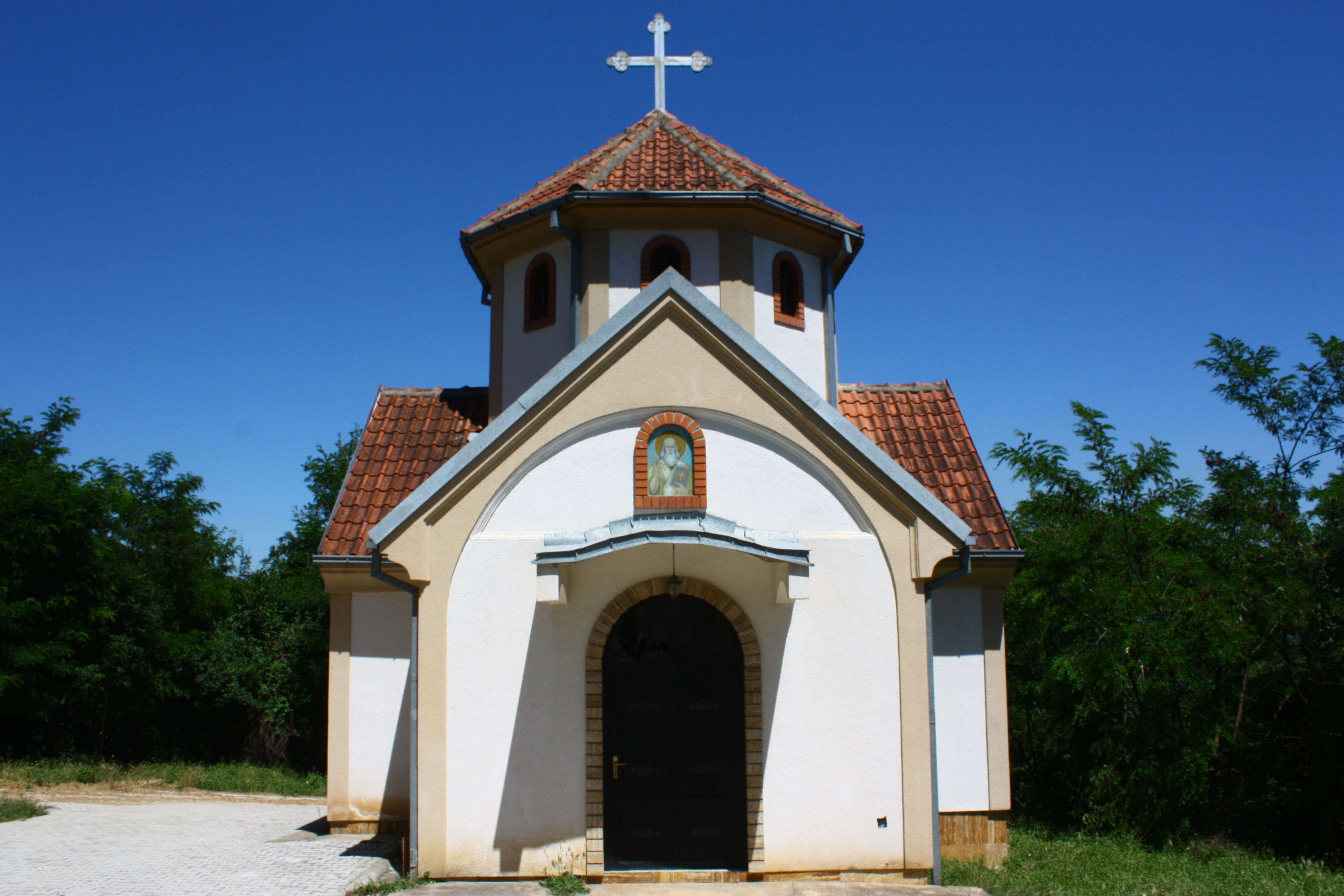
Die Kirche Hl. Athanasius

Die Kirche Hl. Athanasius (mazedonisch Св. Атанасиј), auch Kirche Hl. Athanasius der Große genannt, ist eine mazedonisch-orthodoxe Kirche in der Ortschaft Džepčište in der Opština Tetovo in der Region Polog im nordwestlichen Nordmazedonien nahe der Grenze zum Kosovo. 
Das Kirchengebäude ist dem Heiligen und als Vater der Orthodoxie verehrten Athanasius dem Großen geweiht. Die Kirche gehört zur Eparchie Polog-Kumanovo der Mazedonisch-orthodoxen Kirche.
Koordinaten: 42° 2′ 30″ N, 20° 59′ 48,3″ O